# Itchy & Scratchy: The Movie
"Itchy & Scratchy: The Movie" är avsnitt sex från säsong fyra av Simpsons och sändes på Fox i USA den 3 november 1992. I avsnittet försöker Homer bestraffa Bart när han gör något dumt men har problem med det. Marge övertalar honom till slut att ge honom ett straff. Straffet blir att inte få se "The Itchy & Scratchy Movie". Avsnittet skrevs av John Swartzwelder och regisserades av Rich Moore. Avsnittet innehåller premiären av Itchy & Scratchys film, Steamboat Itchy som är en parodi på Musse Pigg som Ångbåtskalle. Marcia Wallace gästskådespelar som Edna Krabappel.

## Handling
Marge och Homer går till föräldramöte på Springfield Elementary School. Lisas lärare Elizabeth Hoover berättar för Homer att det inte finns något negativt att säga om Lisa, medan Barts lärare Edna Krabappel berättar för Marge om Barts upptåg i skolan. Efter att Homer kommer in för att hämta Marge hos Edna berättar Edna för dem att om han inte får bättre disciplin av föräldrarna så kommer han att sluta som uteliggare, annars kanske han blir ordförande i Högsta domstolen. De två lovar Edna att bestraffa Bart varje gång han gör något dumt. Då de kommer hem visar det sig att Bart har lekt och gjort sönder farfars löständer medan de var ute och han satt som barnvakt. De skickar då Bart upp till sitt rum utan middag. Sedan Bart har lovat att uppföra sig ger Homer honom ändå mat. Bart fortsätter med sina upptåg och Homer har svårt att bestraffa honom. Då Marge märker att Homer inte bestraffar honom, lovar Homer han att nästa gång ska det bli kännbart.
Bart har köpt biobiljetter till "The Itchy & Scratchy Movie" som har premiär, men efter att Bart inte sett efter Maggie fast han lovat, förstör Homer Barts biobiljett. Filmen har premiär och Bart är ledsen för att inte få se filmen. Bart försöker få tag i filmen men misslyckas då Homer stoppar alla försök. Efter två månader försöker Marge och Lisa få honom att ändra sitt beslut och låta Bart se filmen. Homer vägrar eftersom han vill lära Bart en läxa. Filmen försvinner efter en tid från repertoaren och Bart erkänner att Homer har vunnit. Homer säger till Bart att han kommer tacka honom en dag.
Det är år 2032 och Bart är ordförande i Högsta domstolen. Han och Homer går och ser filmen på en bio som visar klassiska filmer, eftersom Homer insett att han fått sin läxa då han har ett bra jobb.

## Produktion
Avsnittet fick skrivas av John Swartzwelder som tidigare skrivit många av historierna av Itchy & Scratchy efter en idé av Sam Simon. Under bordsläsningen av avsnittet fick bara första akten skratt av röstskådespelarna, men den andra akten fick mindre  reaktion, vilket gjorde att Al Jean trodde att manuset skulle behöva skrivas om en hel del. De bestämde att de skulle visa filmen i slutet och Mike Reiss ansåg att den skulle bli den mest våldsamma Itchy & Scratchy-filmen de gjort och John Swartzwelder ville också att den skulle vara skräckinjagande, det gjordes dock inte.
Avsnittet var det första som Rich Moore fick regissera hos Film Roman. Cheferna på den koreanska animationsstudion gillade inte utkasten från de koreanska animatörerna och Gregg Vanzo, som har hand om dem, tänkte skicka tillbaka scenerna  för att göras om, men det blev inte så. Sekvensen med Steamboat Itchy trodde animatörerna skulle göra att de skulle bli stämda, så David Silverman fick förklara för dem var de inte skulle bli det. Avsnittet är det första med Bumblebee Man, som är en parodi på "El Chapulín Colorado". De skapade honom eftersom då producenterna ser på Telemundo ser de alltid denna figur. Marcia Wallace gästskådespelar som Edna Krabappel.

## Kulturella referenser
Avsnittet inleds med att familjen ser en trailer för Star Trek. Trailern är en parodi på hur gammal besättningen på Star Trek: The Original Series var i de senare filmerna. Itchy & Scratchy filmen "Steamboat Itchy" är en parodi av Musse Pigg som Ångbåtskalle. Då Lisa säger att Michael Jackson och Dustin Hoffman medverkade i The Itchy & Scratchy Movie utan att använda deras riktiga namn är det en referens till att de båda gjorde detsamma då de gästskådespelade i serien. I en flashback lyssnar Homer på "Yummy Yummy Yummy" under månlandningen. I en flashforwardscen ser man en man som köper "Soylent green" i biograflobbyn som en referens till Soylent Green – USA år 2022. Ett fartyg som liknar en Landspeeder från Star Wars finns där också.

## Mottagande
Avsnittet var det enda från säsong fyra som sändes på en tisdag, eftersom det samtidigt var presidentval och Fox trodde det skulle bli högre tittarsiffror. Avsnittet hamnade på plats 25 över mest sedda program under veckan med en Nielsen ratings på 12,5, vilket ger 11,6 miljoner hushåll. Avsnittet var det tredje mest sedda programmet på Fox under veckan och hade färre tittare än avsnittet "Marge Gets a Job", som sändes på torsdagen. Avsnittet finns med på videoutgåvan The Simpsons Film Festival. Warren Martyn och Adrian Wood har i boken I Can't Believe It's a Bigger and Better Updated Unofficial Simpsons Guide kallat avsnittet för utmärkt, särskilt då Homer vill ge Bart en present efter att han fått reda på att han uppfört sig dåligt, och då han berättar att hans sätt att undvika rättegångar är att han sagt att han är fördomsfull mot alla raser. "Steamboat Itchy" är en av Matt Groenings favoritscener i seriens historia. Nathan Ditum på Total Film har placerat "Steamboat Itchy" på plats 46 över bästa filmparodier i seriens historia.